# Grade universitaire
Un grade universitaire est un degré dans la hiérarchie des études supérieures. Il est attesté par un diplôme délivré par les universités et autres institutions d’études supérieures. Les grades sont conférés aux titulaires de diplômes de l'enseignement supérieur délivrés par les universités et les établissements habilités. Les grades peuvent être également conférés aux titulaires de certains diplômes propres à des établissements.
À ces grades peuvent être associés un certain nombre de droits et de privilèges, pouvant varier suivant les disciplines et les finalités.
| Doctorat/PhD (3)                             |
| Master/Maîtrise (2)                          |
|                                              |
| Licence/Bachelor /Bachelier/Baccalauréat (3) |
|                                              |
| Système de Grade BMD                         |

## Premier cycle
- Bachelor universitaire ou Bachelier universitaire à ne pas confondre avec le baccalauréat en France, qui n'est pas un diplôme de premier cycle, ou le Bachelor français, qui n'est pas un diplôme délivrant de grade universitaire.
- Licence universitaire

## Deuxième cycle
- Maîtrise universitaire
- Master universitaire

## Troisième cycle
- Doctorat